# The Return of the Regulator
The Return of the Regulator – czwarty studyjny album amerykańskiego rapera Warrena G. Został wydany 11 grudnia, 2001 roku nakładem wytwórni Universal.

## Lista utworów
1. "Intro" - 3:33
2. "Lookin' At You" (featuring Ms. Toi) - 4:14
3. "Here Comes Another Hit" (featuring Nate Dogg & Mista Grimm) - 3:33
4. "Somethin' To Bounce To" (featuring Soopafly) - 3:24
5. "This Gangsta Shit Is Too Much" (featuring Butch Cassidy) - 3:45
6. "Pump Up" (Skit) - 1:48
7. "Young Locs Slow Down" (featuring WC & Butch Cassidy) - 4:22
8. "Speed Dreamin'" (featuring George Clinton & Mista Grimm) - 5:02
9. "Yo' Sassy Ways" (featuring Nate Dogg & Snoop Dogg) - 3:58
10. "Deez Nuts Part II" (Skit) - 1:00
11. "It Ain't Nothin' Wrong With You" (featuring Mista Grimm, Boss Hogg & Vic Damone) - 3:48
12. "Ghetto Village" - 3:54
13. "They Lovin' Me Now" (featuring Butch Cassidy & Boss Hogg) - 4:08
14. "Streets Of LBC" (featuring Lady Mo) - 4:11
15. "G-funk Is Here 2 Stay" (featuring Mista Grimm & Kokane) - 4:25
16. "Keepin' It Strong" (featuring El DeBarge) - 5:06
17. "Getaway" (featuring Mista Grimm) (utwór dodatkowy)